# Magyar népzene énekhangra és zongorára
A Magyar népzene énekhangra és zongorára Kodály Zoltán 11 füzetből álló sorozata. A kiadás jogát az Universal Edition A. G. Wiennek adta el 1932-ben. A magyarországi kiadások csak néhány környező országban forgalmazhatók.

## I. füzet
Alcím: 5 székely ballada és dal.
1. Mónár Anna (Jere velem, Mónár Anna, jere velem, bujdosásra!)

2. Az hol én elmenyek

3. Egy kicsi madárka (hozzám kezde járni. Az Egy gyönge kismadár változata.)

4. Kit kéne elvenni (El kéne indulni, meg kén' házasodni)

5. Apró alma lehullott a sárba (ki felszedi, nem marad hejába)

## II. füzet
Alcím: 5 székely ballada és dal.
6. Három árva (Elindula három árva, hosszú útra, bujdosásra)

7. Kitrákotty mese (Én elmentem a vásárba félpénzzel)

8. A rossz feleség (Jöjjön haza édes anyám! Mert beteg az édes apám!)

9. Szomorú fűzfa (Szomoru fűzfának harminchárom ága)

10. Egy nagyorrú bóha (ugy nálunk kapott vót)

## III. füzet
11. Elkiáltom magamat (felső faluvégen)

12. Kocsi, szekér

13. Meghalok, meghalok (még beteg sem vagyok)

14. Virágos kenderem (elázott a tóba)

15. Akkor szép az erdő

16. Asszony, asszony ki az ágyból!

## IV. füzet
17. Barcsai (Édes apámuram!)

18. Kádár Kata (Gyulainé, édesanyám!)

19. A nővérek (Kéreti a nénémet cifra szabó legény)

20. Tücsöklakodalom (Szegin legin a prücsök, készül házasodni)

21. Zöld erdőben, zöld mezőben lakik egy madár

22. A három asszony (Minapába az úccában végig sétáltam)

23. Most jöttem Erdélyből (hat lóval, hintóval)

24. Cigánynóta (Egész falut összejártam)

## V. füzet
25. Magos kősziklának (oldalából nyílik a szerelem orvosság)

26. Jaj de szerencsétlen időre jutottam!

27. Ifjúság mint sólyommadár

28. Tőlem a nap (úgy telik el)

29. Csillagom, révészem

30. Szőlőhegyen keresztül

31. Dudanóta (János bácsi, dudáljon kê)

## VI. füzet
Alcím: Katonadalok.
32. Katona vagyok én

33. Arról alúl

34. Huszárnóta (Nézd a huszárt, mikor az masérozik)

35. Doberdói dal (Keresik a, nem lelik a keresztelő levelemet)

36. Verbunk (A jó lovas katonának de jól vagyon dolga)

## VII. füzet
Alcím: Régi harcokról.
37. Kádár István (Szörnyű nagy romlásra készül Pannónia)

38. Siralmas volt nékem

39. Megégett Rácország (megmaradt három ház)

40. Labanc gúnydal a kuruczra (Szaladj kurucz, jön a német)

41. Körtéfa (körtéfa, gyöngyösi körtéfa)

42. Rákóczi kesergője (Hallgassátok meg magyarim, ammit beszélek)

## VIII. füzet
43. Virágok vetélkedése (A búzamezőben háromféle virág)

44. Szabó Erzsi (Szegény Szabó Erzsi be elveszté magát)

45. A búbánat keserűség (még a testvér is ellenség)

46. Elmenyek, elmenyek

47. Ludaim, ludaim (tizenketten voltak)

## IX. füzet
Alcím: Bordalok.
48. Hej, a mohi hegy borának (húsz forint az ára)

49. Puciné (Csak egy kupa lisztem vagyon)

50. Vasárnap bort inni (hétfőn nem dolgozni)

51. Öreg vagyok (már én, nem dolgozok már én)

52. Dus (Ne búsulj, angyalom)

## X. füzet
53. Árva vagyok (apa nélkül)

54. Megizenem az édes anyámnak

55. A csitári hegyek alatt

56. Árva madár (mit keseregsz az ágon?)

57. Ne búsuljon senki menyecskéje

## XI. füzet
58. A mohácsi malomgátba´ (reng a nád)

59. Este, rózsám ne jöjj hozzám

60. Kis kertet kerteltem (a tenger partjára)

61. Az alföldi csárdában (három betyár magában)

62. Megvettem a feleségem (nagy áron)